# Decyzja (wojsko)
Decyzja – termin ten może oznaczać:
1. wybór przez dowódcę jednej z ewentualności dotyczącej działań bojowych podległych mu wojsk określonej na podstawie analizy zadania i oceny położenia, zamiaru przyszłych działań bojowych i sposobów ich przeprowadzania oraz sformułowanie zadań bojowych dla podległych i wspierających jednostek[1];
2. postanowienie (akt woli[2]) będące zakończeniem procesu myślowego poprzedzającego podjęcie, zaprzestanie lub zaniechanie określonego działania, połączonego z analizą celów i skutków tego działania oraz warunków i sposobów jego realizacji.

Podstawą wypracowania decyzji jest określenie celu walki (operacji), analiza zadania postawionego przez przełożonego i ocena sytuacji.

Podjęcie decyzji przez dowódcę następuje zazwyczaj w trakcie odprawy decyzyjnej. Po przedstawieniu przez oficerów dowództwa wniosków z oceny sytuacji, dowódca dokonuje wyboru wariantu działania. Może to być jeden z proponowanych przez sztab lub zmodyfikowany przez dowódcę albo jego własny wariant. Po dokonaniu wyboru, dowódca winien przedstawić ogólną koncepcję przeprowadzenia walki, czyli określić zamiar działania. Zamiar winien zawierać krótkie informacje, w jaki sposób dowódca chce wykonać zadanie i co pragnie w konsekwencji osiągnąć.

Podjęcie decyzji jest, obok oceny sytuacji, sporządzenia planu działania i opracowania dyrektywnych dokumentów dowodzenia, elementem fazy planowania działań bojowych (operacji).